# Zweifleckiger Zipfelkäfer
Der Zweifleckige Zipfelkäfer oder Zweifleckige Warzenkäfer (Malachius bipustulatus) ist ein Käfer aus der Familie Melyridae innerhalb der Unterfamilie der Zipfelkäfer (Malachiinae).

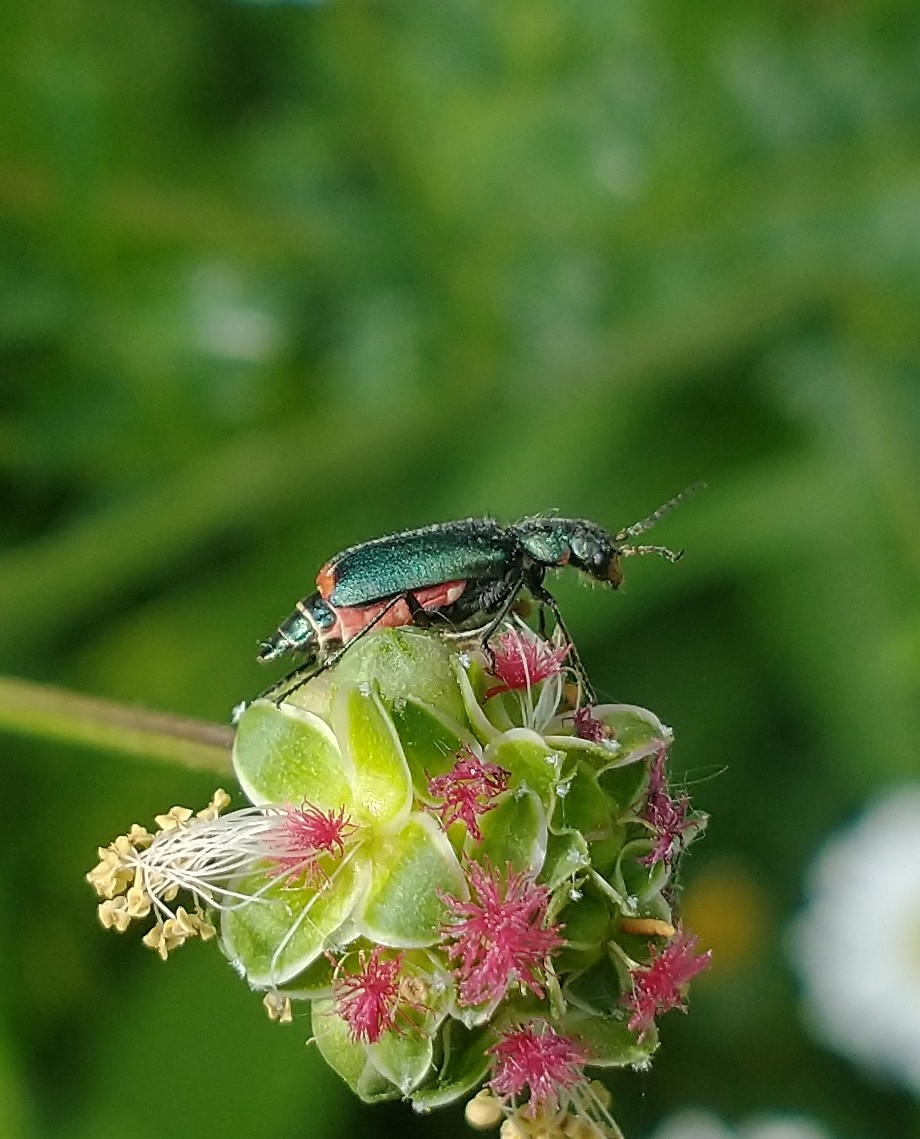
Zweifleckiger Zipfelkäfer

Zweifleckige Zipfelkäfer werden nur sechs Millimeter lang. Der Chitin-Panzer glänzt metallisch grün. An verschiedenen Stellen am Körper (Kopf, Fühleransatz, Rand des Thorax, hinteres Ende der Flügeldecken) befinden sich rote Körperpartien. Der Körper ist länglich gestreckt. Die Beine sind relativ lang und teilweise mit roten Ringen bedeckt. Die Fühler sind lang und fadenförmig, beim Männchen ist das 2.–4. Fühlerglied mit roten, häufig auch orange-gelben Fortsätzen versehen.

## Verbreitung
Die Käfer sind in der westlichen Paläarktis weit verbreitet. Sie bewohnen vor allem Wiesen. In höheren Lagen kommen sie überhaupt nicht vor.

## Lebensweise
Die Tiere sitzen tagsüber auf Blüten und Gräsern, von denen sie die Pollen fressen. Die Männchen produzieren besondere Sekrete, durch die die Weibchen angelockt werden. Wenn das Weibchen das Sekret zu sich genommen hat, wird es paarungsbereit. Die Larven leben am Boden in altem Holz, wo sie kleine Insekten jagen.

## Systematik

### Synonyme
- Cantharis bipustulata Linnaeus, 1758
- Malachius immaculicollis Rey, 1867
- Malachius lusitanicus var. australis